# Skúvoy
 (novembre 2024).
Si vous disposez d'ouvrages ou d'articles de référence ou si vous connaissez des sites web de qualité traitant du thème abordé ici, merci de compléter l'article en donnant les références utiles à sa vérifiabilité et en les liant à la section « Notes et références ».
Skúvoy est une île appartenant au groupe des îles Féroé, située au sud de Sandoy et forme une commune des îles Féroé. Son nom est dû à la forte présence de skuas sur l'île — qui ont pour habitude d'attaquer les intrus. Seule une colonie compose l'île : Skúvoy (en), sur la côte Est. L'île est composée de deux montagnes : Knúkur (392 m) et Heyggjurin Mikli (391 m).
L'île est désignée site Ramsar depuis le 31 mai 2012.
Quelques collines de 300 – 400 m composent également la côté Ouest, lieu de vie des guillemots. Le ramassage des œufs a lieu début juin, mais pour une seule semaine uniquement ; ainsi leur cycle de vie n'est pas altéré.
La peste noire du XIVe siècle tua tous les habitants de l'île sauf une femme : Rannvá. Par devoir de mémoire, sa chaumière est toujours visible.
Skúvoy fut également le lieu de résidence de Sigmundur Brestisson, le héros de la saga des Féroïens.

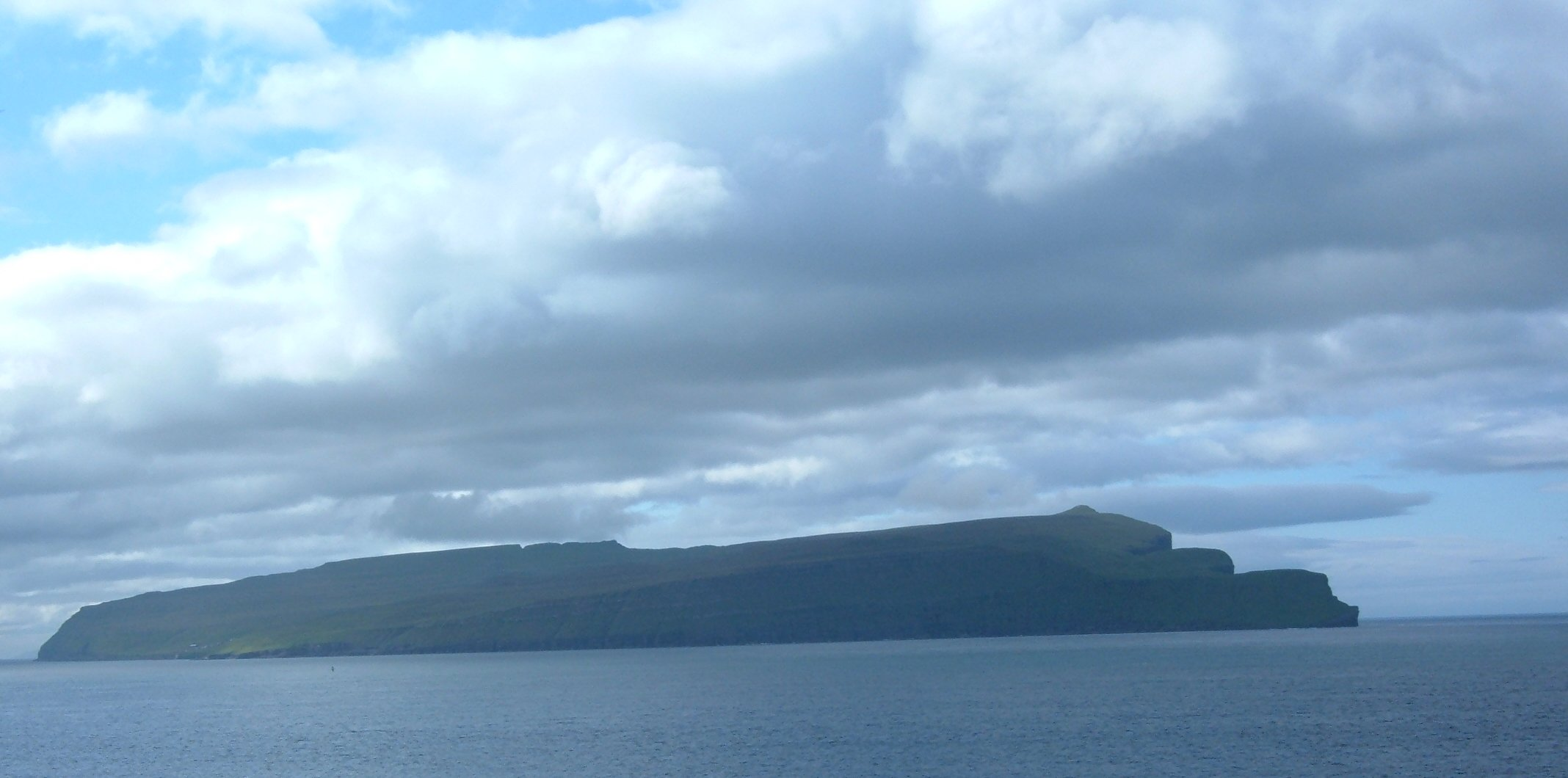
Skúvoy, vue depuis Sandoy